# Zapasy na Letnich Igrzyskach Olimpijskich 1968 – kategoria do 87 kg w stylu klasycznym
Zmagania mężczyzn do 87 kg to jedna z ośmiu męskich konkurencji w zapasach w stylu klasycznym rozgrywanych podczas Letnich Igrzysk Olimpijskich 1968. Pojedynki w tej kategorii wagowej odbyły się w dniach 23 – 26 października.
Punktacja opierała się na systemie „złych punktów karnych”. Zwycięzca otrzymywał zero punktów za wygraną przez „tusz” (łopatki) lub dyskwalifikację; pół punktu za przewagę techniczną, a jeden za zwycięstwo na punkty. Dwa punkty przyznawano za remis, a dwa i pół za remis i pasywność. Za porażkę na punkty zawodnik otrzymywał trzy punkty. Przegrana przez przewagę techniczną skutkowała 3,5 punktami karnymi, a za łopatki lub dyskwalifikację przyznawano 4 punkty karne. Uzyskanie sześciu lub więcej punktów eliminowało zapaśnika z turnieju. Najlepsza trójka walczyła w rundzie finałowej. 

## Klasyfikacja[1]
| Pozycja | Nazwisko               | Kraj              |
| ------- | ---------------------- | ----------------- |
| 1       | Lothar Metz            | NRD               |
| 2       | Walentin Olenik        | ZSRR              |
| 3       | Branislav Simić        | Jugosławia        |
| 4       | Nicolae Neguț          | Rumunia           |
| 5       | Wayne Baughman         | Stany Zjednoczone |
| 6       | Petyr Krumow           | Bułgaria          |
| 7       | Håkon Øverby           | Norwegia          |
| 7       | Czesław Kwieciński     | Polska            |
| 9       | Tevfik Kış             | Turcja            |
| 10      | Teuvo Ojala            | Finlandia         |
| 10      | Ernst Knoll            | RFN               |
| 12      | Jiří Kormaník          | Czechosłowacja    |
| 13      | László Sillai          | Węgry             |
| 14      | Jean-Marie Chardonnens | Szwajcaria        |
| 15      | Julio Graffigna        | Argentyna         |
| 15      | José Manuel Hernández  | Gwatemala         |
| 15      | Kenjirō Hiraki         | Japonia           |
| 15      | Héctor Alvarez         | Meksyk            |
| 15      | Bertil Nyström         | Szwecja           |

## Wyniki

### Pierwsza runda[2]
| Zwycięzca          | Punkty karne | Wynik         | Przegrany              | Punkty karne |
| ------------------ | ------------ | ------------- | ---------------------- | ------------ |
| Tevfik Kış         | 1            | Na punkty     | Teuvo Ojala            | 3            |
| Bertil Nyström     | 4            | DQ obustronna | Kenjirō Hiraki         | 4            |
| Lothar Metz        | 1            | Na punkty     | Wayne Baughman         | 3            |
| Håkon Øverby       | 0            | Łopatki       | Héctor Alvarez         | 4            |
| Petyr Krumow       | 0            | Łopatki       | José Manuel Hernández  | 4            |
| Czesław Kwieciński | 1            | Na punkty     | László Sillai          | 3            |
| Walentin Olenik    | 0            | Łopatki       | Julio Graffigna        | 4            |
| Jiří Kormaník      | 1            | Na punkty     | Jean-Marie Chardonnens | 3            |
| Branislav Simić    | 1            | Na punkty     | Nicolae Neguț          | 3            |
| Ernst Knoll        | 0            | Bez walki     |                        |              |

### Druga runda[3]
| Zwycięzca          | Punkty karne | Wynik     | Przegrany              | Punkty karne |
| ------------------ | ------------ | --------- | ---------------------- | ------------ |
| Tevfik Kış         | 2            | Na punkty | Ernst Knoll            | 3            |
| Teuvo Ojala        | 3            | Łopatki   | Bertil Nyström         | 8            |
| Lothar Metz        | 1            | Łopatki   | Kenjirō Hiraki         | 8            |
| Wayne Baughman     | 3            | Łopatki   | Héctor Alvarez         | 8            |
| Håkon Øverby       | 0            | Łopatki   | José Manuel Hernández  | 8            |
| Petyr Krumow       | 1            | Na punkty | László Sillai          | 6            |
| Czesław Kwieciński | 1            | Łopatki   | Julio Graffigna        | 8            |
| Walentin Olenik    | 1            | Na punkty | Jiří Kormaník          | 4            |
| Branislav Simić    | 1            | Łopatki   | Jean-Marie Chardonnens | 7            |
| Nicolae Neguț      | 3            | Bez walki |                        |              |

### Trzecia runda[4]
| Zwycięzca       | Punkty karne | Wynik     | Przegrany          | Punkty karne |
| --------------- | ------------ | --------- | ------------------ | ------------ |
| Lothar Metz     | 2            | Na punkty | Tevfik Kış         | 5            |
| Wayne Baughman  | 3            | Łopatki   | Teuvo Ojala        | 7            |
| Petyr Krumow    | 2            | Na punkty | Håkon Øverby       | 3            |
| Walentin Olenik | 2            | Na punkty | Czesław Kwieciński | 4            |
| Branislav Simić | 2            | Na punkty | Jiří Kormaník      | 7            |
| Nicolae Neguț   | 3            | Łopatki   | Ernst Knoll        | 7            |

### Czwarta runda[5]
| Zwycięzca       | Punkty karne | Wynik     | Przegrany          | Punkty karne |
| --------------- | ------------ | --------- | ------------------ | ------------ |
| Nicolae Neguț   | 5,5          | Remis     | Tevfik Kış         | 7,5          |
| Lothar Metz     | 2            | Łopatki   | Håkon Øverby       | 7            |
| Wayne Baughman  | 4            | Na punkty | Czesław Kwieciński | 7            |
| Petyr Krumow    | 4            | Remis     | Walentin Olenik    | 4            |
| Branislav Simić | 2            | Bez walki |                    |              |

### Piąta runda[6]
| Zwycięzca       | Punkty karne | Wynik     | Przegrany      | Punkty karne |
| --------------- | ------------ | --------- | -------------- | ------------ |
| Branislav Simić | 4            | Na punkty | Lothar Metz    | 4            |
| Walentin Olenik | 4            | Łopatki   | Wayne Baughman | 8            |
| Nicolae Neguț   | 5,5          | Łopatki   | Petyr Krumow   | 8            |

### Runda finałowa[7]
| Zwycięzca       | Punkty karne | Wynik     | Przegrany       | Punkty karne |
| --------------- | ------------ | --------- | --------------- | ------------ |
| Branislav Simić | 6            | Remis     | Walentin Olenik | 6            |
| Lothar Metz     | 5            | Na punkty | Nicolae Neguț   | 8,5          |